# Optigan

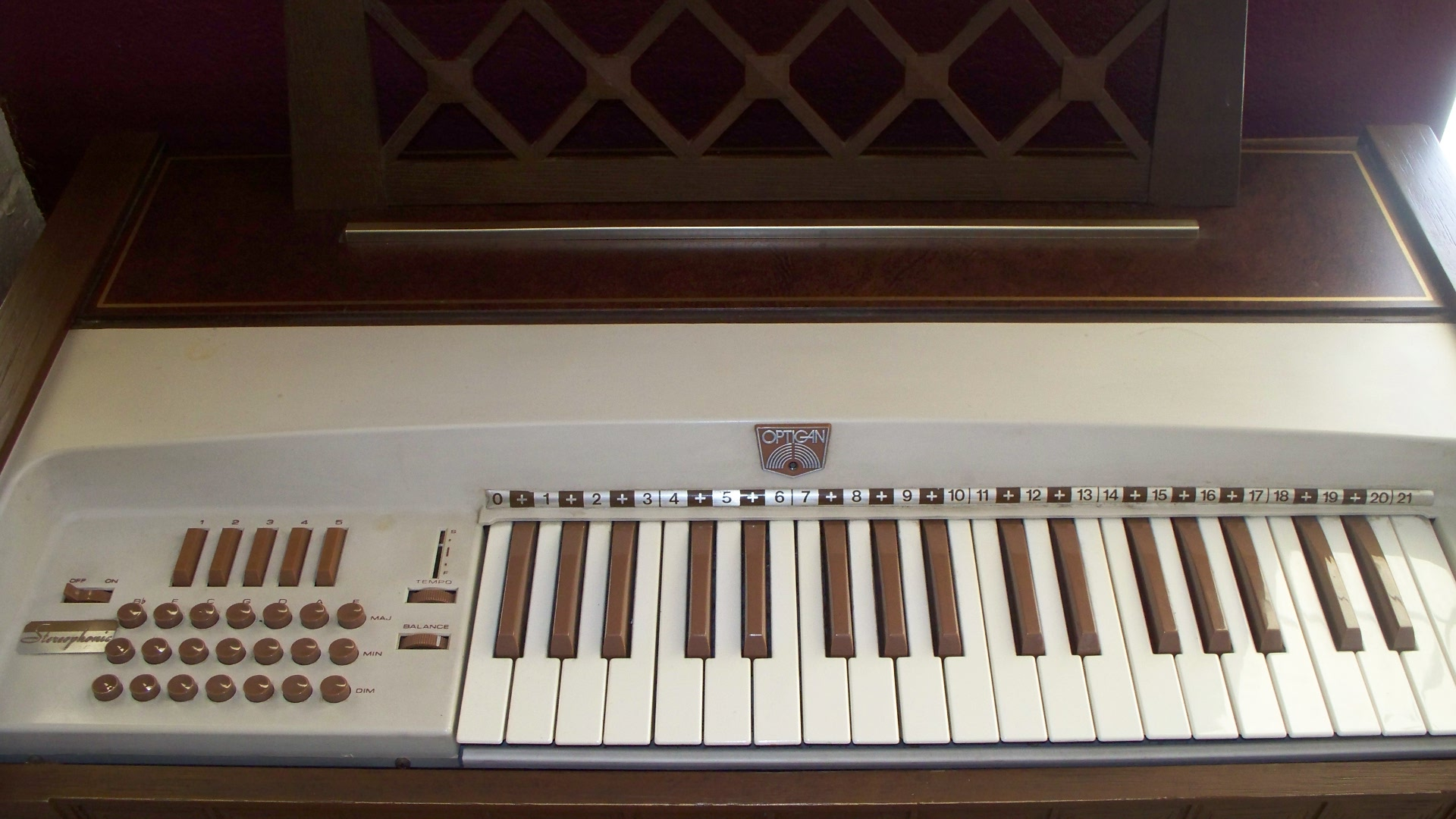
35002 Optigan Music Maker

Optigan – instrument muzyczny z grupy elektrofonów elektromechanicznych produkowany w latach 1971–76, początkowo przez amerykańską firmę Mattel (producent zabawek). Jest to instrument polifoniczny, optoelektryczny. Sprzedawany za bardzo przystępną cenę ok. 150 dolarów, stał się popularny w domowym użytku. Był to w swej istocie optyczny sampler, w którym dźwięki instrumentów były zapisywane na 12 calowych (30,5 cm) celuloidowych dyskach. Obok możliwości imitowania istniejących instrumentów, optigan wyposażony był w dyski zawierające predefiniowane dźwięki typowe dla syntezatorów, dźwięki perkusyjne i typowe rytmy. Firma oferowała dużą różnorodność dysków dla różnych brzmień i instrumentów, które w łatwy sposób mogły być instalowane.
Optigan był prekursorem współczesnych cyfrowych klawiatur elektronicznych z predefiniowanym bankiem dźwięków.